# أندرو تيمبو
أندرو تيمبو (بالإنجليزية: Andrew Tembo)‏ هو لاعب كرة قدم زامبي في مركز الوسط، ولد في 19 أغسطس 1971 في لوساكا في زامبيا. شارك مع منتخب زامبيا لكرة القدم. أما مع النوادي، فقد لعب مع أولمبيك مارسيليا ونادي أودنسه.

## وصلات خارجية
- أندرو تيمبو على موقع الاتحاد الدولي (مؤرشف)  (الإنجليزية)
- أندرو تيمبو على موقع قاعدة بيانات كرة القدم.إي يو (الإنجليزية)
- أندرو تيمبو على موقع ناشيونال فوتبول تيمز (الإنجليزية)